# Ausobskya mahnerti
Ausobskya mahnerti is een hooiwagen uit de familie Phalangodidae. De wetenschappelijke naam van de soort is voor het eerst geldig gepubliceerd in 1976 door Vladimír Šilhavý.
De soort komt alleen voor in Griekenland.